# Temuan Jaya
Temuan Jaya is een bestuurslaag in het regentschap Musi Rawas van de provincie Zuid-Sumatra, Indonesië. Temuan Jaya telt 1394 inwoners (volkstelling 2010).